# Sarah Puntigam

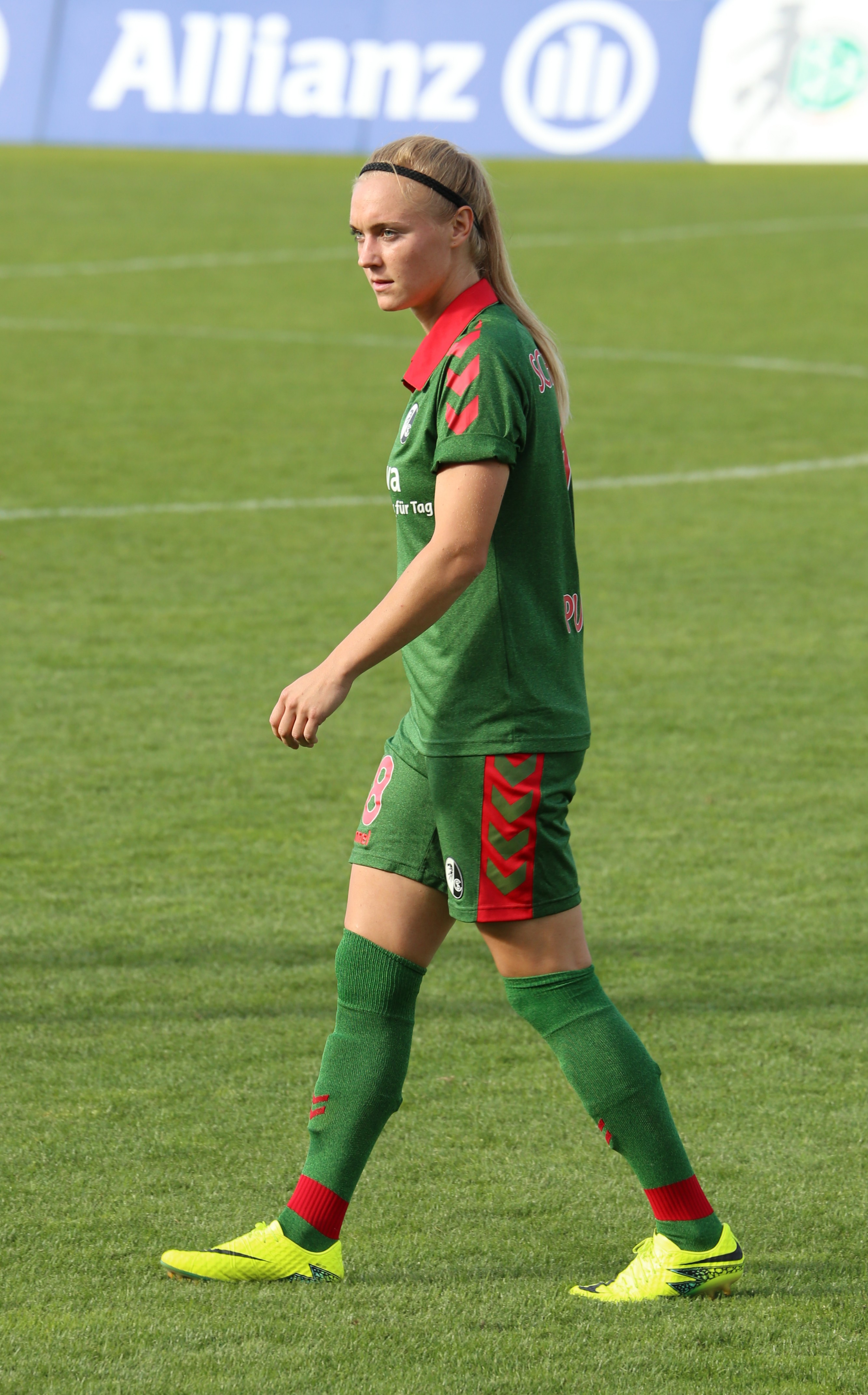
Sarah Puntigam im Trikot des SC Freiburg (2016)

Sarah Puntigam (* 13. Oktober 1992 in Raning) ist eine österreichische Fußballspielerin und seit Mitte September 2021 die Rekordnationalspielerin ihres Landes.

## Karriere

### Vereine
Puntigam begann siebenjährig beim USV Gnas mit dem Fußballspielen, absolvierte zwischenzeitlich drei Jahre im LAZ Gnas, dem Landesausbildungszentrum und wechselte 2007 zum Lehrlingsunterstützungsverein Graz. Für diesen bestritt sie in zwei Spielzeiten 34 Meisterschaftsspiele und erzielte 13 Tore. Ihr Debüt gab sie am 11. August 2007 (1. Spieltag) beim 1:1-Unentschieden im Auswärtsspiel gegen den FC St. Veit; ihre ersten Ligatore erzielte sie am 20. Oktober 2007 (8. Spieltag) beim 6:0-Sieg im Auswärtsspiel gegen Union Kleinmünchen mit dem Treffer zum zwischenzeitlichen 2:0 in der 32. und dem 5:0 in der 74. Minute. 2009 wurde sie vom FC Bayern München verpflichtet und spielte zunächst für dessen zweite Mannschaft in der 2. Bundesliga Süd. Ihr Debüt gab sie am 27. September 2009 (2. Spieltag) bei der 0:4-Niederlage im Auswärtsspiel gegen den 1. FC Köln; ihr erstes Ligator erzielte sie am 11. Oktober 2009 (4. Spieltag) bei der 2:3-Heimniederlage gegen den FV Löchgau mit dem Treffer zum zwischenzeitlichen 2:2-Unentschieden in der 56. Minute. In der Folgesaison kam sie nur noch in vier Begegnungen zum Einsatz, da sie in den Kader der ersten Mannschaft integriert wurde. In der Bundesliga kam sie in der Saison 2010/11 13 Mal zum Einsatz; erstmals am 26. September 2010 beim 2:1-Sieg im Auswärtsspiel gegen Bayer 04 Leverkusen, als sie in der 86. Minute für Julia Šimić eingewechselt wurde. Am 1. Februar 2013 verließ sie den FC Bayern München und wechselte in die Schweizer Nationalliga A zum SC Kriens. Sie debütierte am 6. August 2013 (1. Spieltag) beim 1:1-Unentschieden im Heimspiel gegen den FC Yverdon Féminin an der Seite ihrer ehemaligen Münchner Spielerinnen Nicole Banecki und Alexandra Szarvas. Ihre ersten beiden Tore erzielte sie am 13. August 2013 (3. Spieltag) beim 6:0-Sieg im Heimspiel gegen den FC St. Gallen mit den Treffern zum zwischenzeitlichen 4:0 in der 54. und 5:0 in der 62. Minute. Im Sommer 2014 wechselte Puntigam gemeinsam mit Nicole Banecki zum SC Freiburg.
Zur Saison 2018/19 wurde sie vom französischen Erstligisten HSC Montpellier verpflichtet. Ihr Debüt gab sie am 25. August 2018 (1. Spieltag) beim 1:0-Sieg im Auswärtsspiel gegen den Neuling FCO Dijon. Ihr erstes Tor erzielte sie am 8. Dezember 2018 (13. Spieltag) beim 2:2-Unentschieden im Auswärtsspiel gegen Girondins Bordeaux mit dem Treffer zum Endstand in der 65. Minute.
Am 5. Mai 2022 gab der 1. FC Köln Puntigams Verpflichtung zur Saison 2022/23 bekannt. Sie unterschrieb einen bis zum 30. Juni 2024 datierten Vertrag. Nach Auflösung ihres noch gültigen Vertrags im Einvernehmen mit dem 1. FC Köln, verließ sie den Verein, um in den Vereinigten Staaten Fuß zu fassen.
Zur Spielzeit 2023 wurde sie vom US-amerikanischen Erstligisten Houston Dash unter Vertrag genommen.

### Nationalmannschaft
Nachdem Puntigam für die steirische Auswahl gespielt hatte, debütierte sie 2007 in der U19-Auswahl und am 4. März 2009 in Alvor für die A-Nationalmannschaft, die mit 2:1 gegen die Auswahl Wales’ gewann. Ihre ersten beiden Länderspieltore erzielte sie am 3. März 2010 in Lagos beim 6:0-Sieg über die Auswahl Färöers mit den Treffern zum 4:0 und 5:0 in der 73. und 88. Minute.
Erstmals erreichte sie mit der A-Nationalmannschaft in der Qualifikation für die Europameisterschaft 2013 als Gruppen-Zweiter die Ausscheidungsspiele um die Teilnahme an der Endrunde, scheiterte jedoch an der Auswahlmannschaft Russlands, da nach dem Hinspielergebnis von 0:2 im Rückspiel ein 1:1 nicht reichte.
Vier Jahre später schloss sie mit der Mannschaft die Gruppe 8 der 2. Qualifikationsrunde für die Europameisterschaft 2017 als Zweitplatzierter hinter Norwegen ab und qualifizierte sich erstmals für ein bedeutsames Turnier, nachdem man ein Jahr zuvor als Erstteilnehmer das Turnier um den Zypern-Cup gewann. Die Mannschaft erreichte bei der Women’s Euro 2017 das Semifinale. Am 6. März 2020 bestritt sie ihr 100. Länderspiel.
Am 14. Juni 2021 stellte sie bei der 2:3-Niederlage im Freundschaftsspiel gegen Italien mit ihrem 109. Länderspiel den Landesrekord von Nina Burger ein. Mit ihrem Einsatz am 17. September 2021 beim 8:1-Sieg über Lettland avancierte sie zur Rekordnationalspielerin.
Nach dem Rücktritt von Carina Wenninger folgte sie ihr im Juli 2023 als Kapitänin der ÖFB-Frauen nach.

## Erfolge
- Halbfinalist der Europameisterschaft 2017
- Zypern-Cup-Sieger 2016
- DFB-Pokal-Siegerin 2012 (mit dem FC Bayern München)

## Auszeichnungen
- Österreichische Sportlerin des Jahres 2017 als Spielerin der Nationalmannschaft bei der EM

## Sonstiges
Im Dezember 2019 outete sich Puntigam als homosexuell. Im Juni 2022 heiratete sie die Fußballspielerin Genessee Daughetee.